# Stoke Rivers
Stoke Rivers – wieś i civil parish w Anglii, w Devon, w dystrykcie North Devon. W 2011 civil parish liczyła 153 mieszkańców. Stoke Rivers jest wspomniana w Domesday Book (1086) jako Stoche/Estocha.